# Штейнгейль, Карл Август
Карл Август фон Штейнгейль (нем. Carl August von Steinheil, 1801—1870) — немецкий физик, профессор Мюнхенского университета.

## Биография
Учился в Гёттингене и Кенигсберге. Известен как один из первых устроителей электромагнитного телеграфа, в 1838 году применивший проводимость земли.

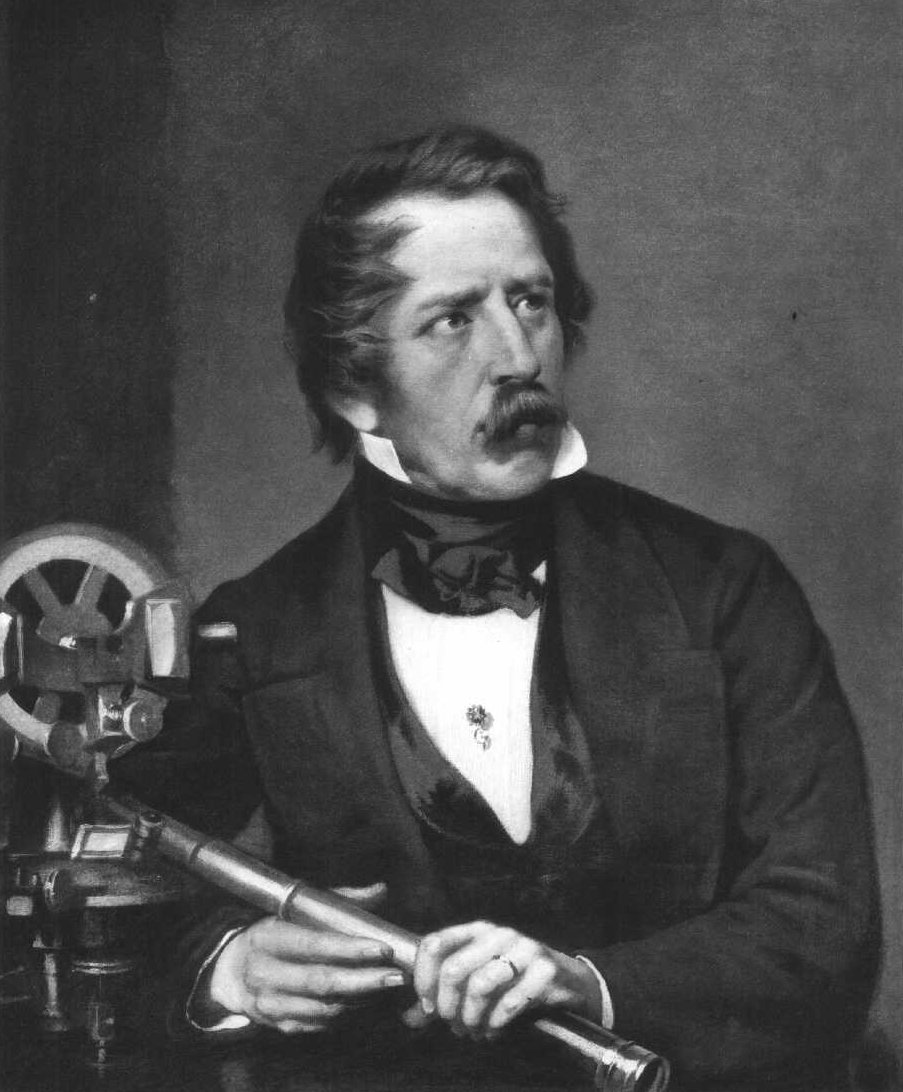
Карл Август Штейнгейль

В 1855 году Штейнгейль устроил в Мюнхене мастерскую для шлифования оптических стёкол на основании научных методов, много послужившую для усовершенствования этого отдела научных инструментов. Изобрёл и усовершенствовал много астрономических и геодезических приборов: отражательные телескопы с посеребренными зеркалами из стекла, гелиотроп, отражательные угломерные круги, электрические часы, компараторы для нормальных мер, послужившие ему при установлении системы мер в Австрии и Баварии.
Напечатал большое число научных статей в астрономических и физических журналах.
Заслуги учёного перед отечеством были отмечены баварским орденом Максимилиана «За достижения в науке и искусстве».
Его сын Гуго Адольф продолжил дело отца, став оптиком и возглавив семейную фирму; другой сын  Эдуард Вильгельм (1830—1878), хоть и выбрал иную научную специализацию, помогал брату в управлении компанией.